# Grostenquin
Grostenquin är en kommun i departementet Moselle i regionen Grand Est (tidigare regionen Lorraine) i nordöstra Frankrike. Kommunen ligger i kantonen Grostenquin som tillhör arrondissementet Forbach. År 2022 hade Grostenquin 620 invånare.

## Befolkningsutveckling
Antalet invånare i kommunen Grostenquin
| Referens: INSEE |